# Wladimir Issaakowitsch Minkin

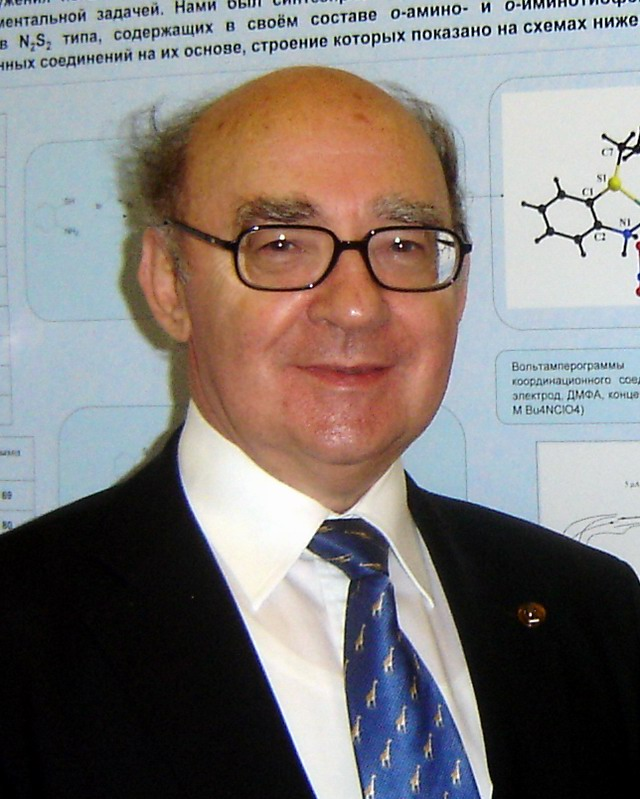
Wladimir Issaakowitsch Minkin (2009)

Wladimir Issaakowitsch Minkin (russisch Владимир Исаакович Минкин, * 4. März 1935 in Rostow am Don, Russische SFSR) ist ein sowjetisch-russischer Chemiker, Professor, Doktor der chemischen Wissenschaften.

## Biografie
Wladimir Minkin absolvierte die Chemische Fakultät der Rostower Staatlichen Universität (heute Südliche Föderale Universität, SFU) im Jahr 1957. Seit 1967 war er Professor der Abteilung für Naturstoffen und zwischen 1981 und 2012 Leiter des Forschungsinstituts für Physikalische Organische Chemie der Rostower Staatlichen Universität. Seit 2003 war er stellvertretender Vorsitzender des südlichen wissenschaftlichen Zentrums der Russischen Akademie der Wissenschaften, in 2004–2009 - Leiter der Abteilung für Natur und hochmolekularen Verbindungen der SFU. Seit 2012 ist er wissenschaftlicher Betreuer der SFU.
Korrespondierendes Mitglied der Russischen Akademie der Wissenschaften seit 1990, seit 1994 ordentliches Mitglied der Russischen Akademie der Wissenschaften (Institut für Allgemeine und Technische Chemie). Mitglied der Royal Society of Chemistry (1994).
Seine Hauptwerke widmen sich der physikalischen, organischen und der Quantenchemie. Er studierte die Struktur und Moleküldynamik organischer und metallorganischer Verbindungen.
1974 entdeckte er (zusammen mit Lew Olechnowitsch und Jurij Shdanow) dem Phänomen der acylotrophie - schnellen reversible Migration von Acylgruppen zwischen nukleophilen Zentren in organischen Molekülen. Minkin war der Begründer eines neuen wissenschaftlichen Feldes. Er entwickelte die Theorie der orbitalen Stabilisierung von "nichtklassischen" Strukturen organischer Verbindungen. Er studierte auch Tautomerie und Fotochromie von organischen Verbindungen, Stereodynamik von Koordinationsverbindungen, nicht-klassischen organischen und elementorganischen Strukturen, bistabile molekulare Systeme mit lichtgesteuerten reversible Umlagerungen.
Er ist Mitglied des Redaktionsausschusses solcher Zeitschriften wie "Advances in Heterocyclic Chemistry", "Mendeleev Communications", "Russian Chemical Reviews", "Journal of General Chemistry", "Journal of Organic Chemistry" und so weiter. Er ist Autor von 12 Monographien und mehr als 800 Artikeln in russischen und ausländischen Zeitschriften. Derzeit ist er der meistzitierte russische Wissenschaftler.
Minkin ist Preisträger des Staatspreises der UdSSR (1989), 2018 erhielt er den Demidow-Preis. 2006 hielt er die Mendelejew-Vorlesung.